# Jules Miot
Pour les articles homonymes, voir Miot.
Jules Miot, né à Autun (Saône-et-Loire) le 13 septembre 1809 et mort le 9 mai 1883 à Saint-Maur-des-Fossés, est un homme politique français, démocrate-socialiste, et une personnalité de la Commune de Paris. Il est père de deux enfants qui deviennent médecins.

## Biographie

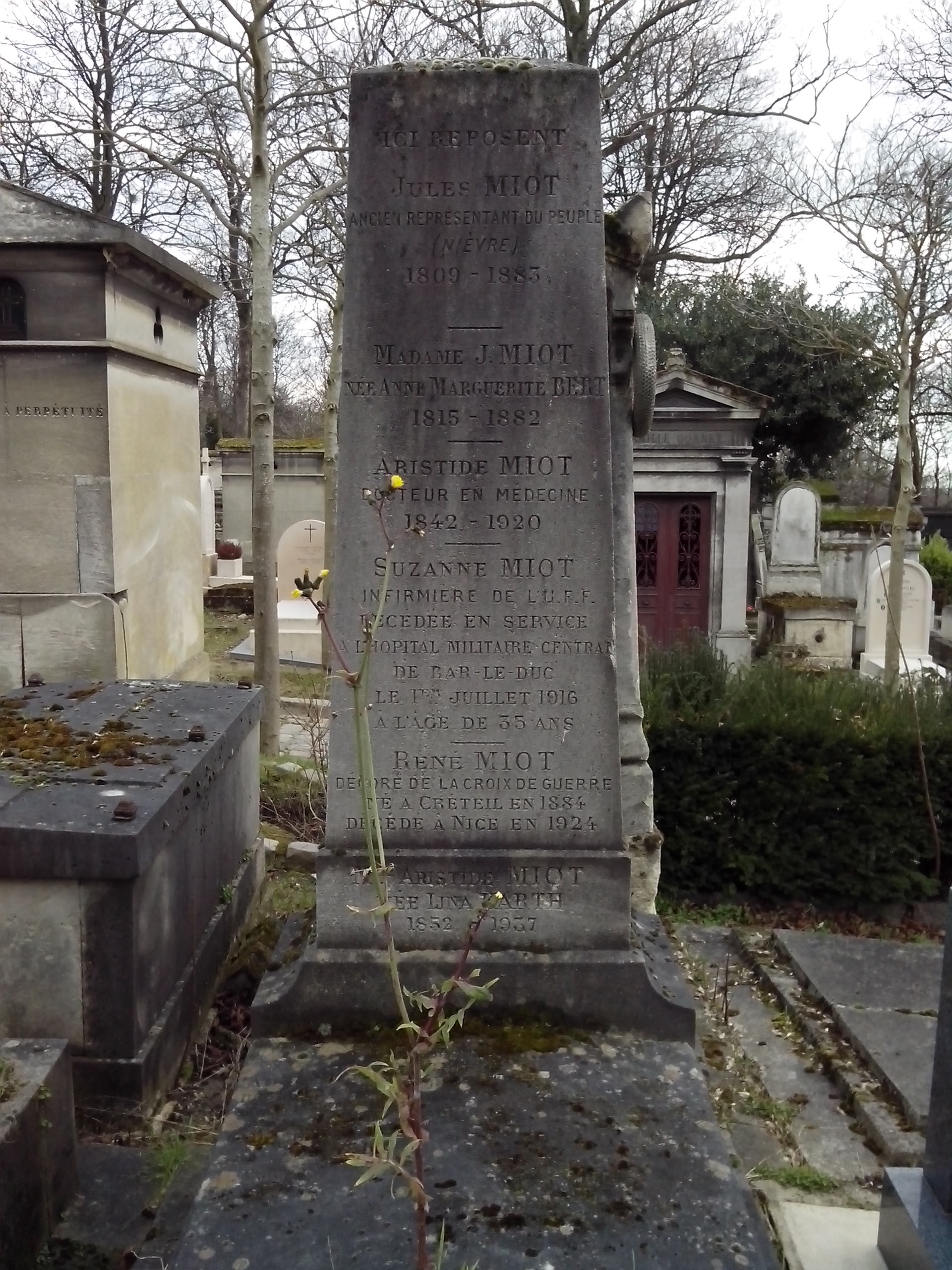
Tombe de Jules Miot à Paris au cimetière du Père-Lachaise.

Fils de pharmacien, il ouvre sa propre officine à Moulins-Engilbert (Nièvre) et exerce toujours cette activité lorsqu'il est élu député à l'Assemblée législative en 1849. Il est déporté en Algérie à la suite du coup d'État du 2 décembre 1851 de Louis-Napoléon Bonaparte. Gracié en 1860, il fonde à Paris le journal Le Modéré et une société secrète anti-bonapartiste. Il est arrêté et purge une peine de trois ans de prison pour complot. Il s'installe à Londres où il adhère à l'Association internationale des travailleurs.
Après la proclamation de la Troisième République le 4 septembre 1870, il revient à Paris. Le 26 mars 1871, il est élu au Conseil de la commune par le XIXe arrondissement, il siège à la commission de l'Enseignement. C'est lui qui a l'idée du Comité de Salut public en 1871.
Après la Semaine sanglante de mai 1871, Jules Miot se réfugie en Suisse après avoir été condamné à mort par contumace par le conseil de guerre. Rentré en France après l'amnistie de 1880, il finit son existence en menant une vie discrète de rentier. Il est inhumé à Paris au cimetière du Père-Lachaise (52e division).

### Notices biographiques
- Jules Clère, Les hommes de la Commune : Biographie complète de tous ses membres, Paris, Libraire-éditeur É. Dentu, 1871, xiv-195, 1 vol. in-18 (OCLC 457798492, lire en ligne sur Gallica), p. 115-117
  - Jules Clère, Les hommes de la Commune : Biographie complète de tous ses membres, Paris, Libraire-éditeur É. Dentu, 1871, 4e éd. (1re éd. 1871), vi-215, 1 vol. in-18 (lire en ligne sur Gallica), p. 130-131
- Paul Delion, Les membres de la Commune et du Comité central, Paris, A. Lemerre éditeur, août 1871, 446 p. (lire en ligne sur Gallica), p. 144-148
- « Jules Miot », dans Adolphe Robert et Gaston Cougny, Dictionnaire des parlementaires français, Edgar Bourloton, 1889-1891 [détail de l’édition]
- Bernard Noël, Dictionnaire de la Commune, Coaraze, L'Amourier éditions, coll. « Bio », avril 2021 (1re éd. 1971), 799 p. (ISBN 978-2-36418-060-4, ISSN 2259-6976, présentation en ligne), p. 545
- « Notice Miot Jules, François, dit Claude », sur maitron.fr, Le Maitron, dictionnaire bibliographique du mouvement ouvrier et du mouvement social, Association Les Amis du Maitron (consulté le 17 août 2021)

 : document utilisé comme source pour la rédaction de cet article.